# Bhedan
Bhedan o Basaikela fou un antic estat tributari protegit de l'Índia governat per una dinastia gond, que fou agregat pels britànics al districte de Sambalpur a les Províncies Centrals el 1878. Era a 21° 12′ 00″ N, 83° 47′ 30″ E / 21.20000°N,83.79167°E. La capital era Bhedan amb 1781 habitants el 1881. El formaven 30 pobles i ocupava una superfície de 155 km². El cultiu principal era l'arròs. La renda era de 327 lliures i el tribut de 104 lliures.
L'estat fou concedit a Sisa Rai Gond per Balram Deo, el primer raja chauhan de Sambalpur abans del 1600. El 1857 el príncep local Manohar Singh, es va unir a la rebel·lió i es va posar a les ordes del cap rebel Suredra Sa. Va morir en la lluita i el seu fill Baijnath Singh va poder conservar l'estat perquè era menor i va quedar sota una regència dirigida pels britànics. Finalment el 1878 degut a les circumstàncies de la família amb una gran deute acumulada, l'estat fou posat sota control del govern i la família reial va rebre una pensió; cada any l'administració de l'estat costava al govern 150 lliures; els ingressos es destinaven a eixugar el deute.